# Allagelena
Allagelena is een geslacht van spinnen uit de familie van de trechterspinnen (Agelenidae). Het geslacht werd in 2006 voor het eerst geldig gepubliceerd door Zhang, Zhu en Song.

## Soorten
- Allagelena bistriata (Grube, 1861)
- Allagelena difficilis (Fox, 1936)
- Allagelena donggukensis (Kim, 1996)
- Allagelena gracilens (C. L. Koch, 1841)
- Allagelena monticola Chami-Kranon, Likhitrakarn & Dankittipakul, 2007
- Allagelena opulenta (L. Koch, 1878)